# Ahsan Habib Parash
Mohammed Ahsan Habib Parash (bengalisch: আহসান হাবিব পরশ; * um 1980) ist ein Badmintonspieler aus Bangladesch. 

## Karriere
Ahsan Habib Parash gewann 2001 seinen ersten nationalen Titel in Bangladesch, wobei er im Herreneinzel erfolgreich war. Zehn weitere Titelgewinne folgten bis 2009. Insgesamt war er fünf Mal im Herrendoppel und sechs Mal im Herreneinzel erfolgreich. 2010 gewann er Bronze bei den Südasienspielen mit dem Team aus Bangladesch.

## Sportliche Erfolge
| Saison | Veranstaltung                  | Disziplin    | Platz | Name                                   |
| ------ | ------------------------------ | ------------ | ----- | -------------------------------------- |
| 2001   | Bangladeschische Meisterschaft | Herreneinzel | 1     | Ahsan Habib Parash                     |
| 2003   | Bangladeschische Meisterschaft | Herrendoppel | 1     | Ahsan Habib Parash / Rasel Kabir Sumon |
| 2003   | Bangladeschische Meisterschaft | Herreneinzel | 1     | Ahsan Habib Parash                     |
| 2005   | Bangladeschische Meisterschaft | Herrendoppel | 1     | Ahsan Habib Parash / Rasel Kabir Sumon |
| 2005   | Bangladeschische Meisterschaft | Herreneinzel | 1     | Ahsan Habib Parash                     |
| 2006   | Bangladeschische Meisterschaft | Herrendoppel | 1     | Ahsan Habib Parash / Rasel Kabir Sumon |
| 2006   | Bangladeschische Meisterschaft | Herreneinzel | 1     | Ahsan Habib Parash                     |
| 2008   | Bangladeschische Meisterschaft | Herrendoppel | 1     | Ahsan Habib Parash / Rasel Kabir Sumon |
| 2008   | Bangladeschische Meisterschaft | Herreneinzel | 1     | Ahsan Habib Parash                     |
| 2009   | Bangladeschische Meisterschaft | Herrendoppel | 1     | Ahsan Habib Parash / Rasel Kabir Sumon |
| 2009   | Bangladeschische Meisterschaft | Herreneinzel | 1     | Ahsan Habib Parash                     |